# Анне Б. Рагде
Анне Б. Рагде (на английски: Anne B. Ragde) е норвежка писателка на произведения в жанра детска литература, поезия, драма, криминален роман и хумористична литература.

## Биография и творчество
Анне Б. Рагде е родена на 3 декември 1957 г. в Ода, Норвегия. Израства в Тронхайм. Завършва филология в Норвежкия университет по естествени и технически науки в Тронхайм и получава следдипломна степен доцент по филология. След дипломирането си става преподавател по масови комуникации в университета.
Първият ѝ роман за деца „Hallo! – Her er Jo“ е издаден през 1986 г., а първият ѝ роман за възрастни „En tiger for en engel“ – през 1990 г.
Става известна с поредицата си „Семейство Несхов“ започнала с романа „Берлинските тополи“ от 2004 г. Романът и неговите продължения са удостоени с наградите на книжарите и наградата на читателите. През 2007 г. поредицата е екранизирана в успешния сериал „Берлинските тополи“.
Анне Б. Рагде живее със семейството си в Тронхайм.

## Произведения

### Самостоятелни романи
- En tiger for en engel (1990)
- Før jeg kommer tilbake (1994)
- Zona Frigida (1995)
- Bunnforhold (1997)
- Jeg vinket ikke, jeg druknet (1998)
- En kald dag i helvete (1999)
- Lille Petter Edderkopp – kriminalroman (1999)
- Arsenikktårnet (2001)
- Dr. Zellwegers gave (2002)
- Nattønsket (2009)
- Jeg skal gjøre deg så lykkelig (2011)
- Jeg har et teppe i tusen farger (2014)

### Серия „Семейство Несхов“ (Neshov Family)
1. Berlinerpoplene (2004)
Берлинските тополи, изд.: ИК „Дамян Яков“, София (2008), прев. Анюта Качева
2. Eremittkrepsene (2005)
Раци отшелници, изд.: ИК „Дамян Яков“, София (2009), прев. Анюта Качева
3. Ligge i grønne enger (2007)
Сред злачни пасища, изд.: ИК „Дамян Яков“, София (2011), прев. Анюта Качева
4. Alltid tilgivelse (2016)
Винаги опрощение, изд.: ИК „Дамян Яков“, София (2017), прев. Росица Цветанова
5. Liebhaberne (2017)

### Детско-юношеска литература
- Hallo! – Her er Jo (1986)
- Dumme mamma! (1988)
- Vet du hva de voksne gjør om kvelden mens du sover? (1989)
- En hemmelig kjempeidé (1991)
- Strupetaket (1992)
- Kristin og Håkon og villsporet (1993)
- Blodsporet (1993)
- Max Mekker på brannstasjonen (1994)
- Sesam stasjon (1994)
- Hundegalskap (1994)
- Valpefabrikken (1995)
- På kloss hold (1997)
- Villhestene på Ulvøya (1999)
- Svanhild Olsens elegante musefangeri (2000)
- Voff ! : Majas glade dager (2000)
- Ogsaa en ung Pige (2001) – биография на Сигрид Унсет, награда „Браге“
- Laksen og løgnhalsen (2003)
- Mysteriet i Nürnberg (2003)
- Harehjerte (2005)
- Pappa er et surrehue! (2005)
- På bunnen av havet ligger et slott (2005)
- Ikke gi meg mat! (2006)

#### Серия „Басни“ (Æsops fabler)
1. Løven og musa (2015)
2. Haren og skilpadden (2015)
3. Mannen og de kranglesyke sønnene (2015)

### Хумор
- To fruer i en smekk (1995)
- Det er alltid for tidlig å stå opp. Libresser, første bind (1995)
- Den lille dameboken. Libresser i utvalg (1997)
- Kunsten å forlate en mann uten å tape ansiktsmasken(1998)
- Kunsten å krangle (2003)

### Сборници
- Noen kommer, noen går (1992)
- Ansiktet som solen (1996)
- Fosterstilling (2003)

### Поезия
- Unga: hverdagsdikt for foreldre (1989)

### Екранизации
- 2001 Lime – по романа „På kloss hold“
- 2007 Berlinerpoplene – ТВ сериал, 6 епизода